# Buthus ibericus
El escorpión amarillo ibérico (Buthus ibericus) es una especie de escorpión de la familia Buthidae.

## Descripción
Se encuentra en la península ibérica, tanto en España (Andalucía Occidental y Extremadura) como en Portugal (Alentejo,  Trás-os-Montes y Algarve).
Habita en zonas áridas y pedregosas. En general rehúye las zonas húmedas.
Miden unos 60-65 mm de longitud total.
Tiene grandes capacidades trepadoras: puede encontrársele en paredes y techos.
Es normalmente activo en los meses calurosos. Se oculta durante el día bajo piedras, hojarasca o en grietas. De noche sale a cazar y tiene una cierta afinidad por la luz, probablemente a causa de los insectos que allí puede encontrar.
Su picadura normalmente no es mortal, aunque puede resultar peligrosa en animales pequeños, niños, ancianos y personas alérgicas. El tratamiento para su picadura consiste en aplicar un torniquete suave cuanto antes y tomar antihistamínicos, después de lo cual hay que visitar lo antes posible a un médico, que puede administrar un suero para evitar la atrofia celular de la zona afectada.